# Ngodan
Ngodan ist eine der indonesischen Kei-Inseln.

## Geographie
Ngodan liegt nordwestlich von Kei Kecil. Ihr vorgelagert liegt das Eiland Beor. Westlich befindet sich die Insel Er. Ngodan gehört zum Distrikt (Kecamatan) Kecamatan Kei Kecil des Regierungsbezirks (Kabupaten) der Südostmolukken (Maluku Tenggara). Dieser gehört zur indonesischen Provinz Maluku.